# منبع تغذیه بدون وقفه
|                                                                                               |  |  |
| یک یوپی‌اس کوچک. دستگاه نمایش‌داده‌شده در عکس دارای ورودی سی۱۴ آی‌ئی‌سی ۶۰۳۲۰ و سه خروجی سی۱۳ است. |  |  |

یوپی‌اس یا منبع تغذیهٔ بدون وقفه (به انگلیسی: Uninterruptible power supply یا UPS) دستگاهی است که در کنار وسیله برقی یا درون جعبه رایانه نصب می‌شود و هنگام قطع یا تغییرات شدید یا جزئی ولتاژ ورودی، امکان ادامهٔ کار در حالت عادی را برای مصرف‌کننده فراهم می‌کند. وظایف اصلی یو پی اس:
- تأمین توان الکتریکی مصرف‌کننده بدون وقفه
- جلوگیری از اختلالات و نوسان برق شهری
- ثابت نگه داشتن سطح ولتاژ و فرکانس

در زمانی که برق دچار نوسانات ناگهانی می‌شود، سیستم UPS باعث جلوگیری از آسیب رسیدن به سیستم‌های الکترونیکی می‌شود و در برابر تغییر ولتاژ و قطعی برق از آن‌ها محافظت می‌کند. هدف اصلی یک دستگاه یو پی اس تهیه یک منبع بدون وقفه انرژی برای تجهیزاتی است که از آن محافظت می‌کند.
یوپی‌اس‌های کوچک معمولاً درون خود، یک باتری دارند که هنگام وجود برق در حالت عادی آن را شارژ می‌کنند. هنگام قطع برق یا افت ولتاژ زمانی که ولتاژ از یک مقدار کمتر شود یوپی‌اس به‌طور خودکار واحد منبع تغذیه را از برق شهری به باتری موجود درون خود تغییر می‌دهد این کار در مدت زمانی حدود یک یا ۲ میلی‌ثانیه انجام می‌پذیرد و در نتیجه رایانه متوجه قطع جریان الکتریکی نشده و به کار خود ادامه می‌دهد.
در صورت وجود نوسان یا بالازدگی ولتاژ یا پایین زدگی ولتاژ، یو پی اس برق خروجی را اصلاح می‌کند.
در برخی از یو پی اس‌ها خروجی شبه سینوسی بوده و ولتاژ تقریباً ۱۶۵ ولتی به مصرف‌کننده می‌رسانند.
یو پی اس می‌توان برق خروجی را از لحاظ ولتاژ و فرکانس و وجود هارمونیک، اصلاح کند.
یو پی اس‌ها برای جلوگیری از خاموش شدن ناگهانی تجهیزات، ایجاد شوک و خرابی دستگاه‌های الکترونیکی بسیار مناسب هستند. هدف تمام منبع‌های تغذیه UPS ذخیره انرژی و تأمین برق مصرفی در مواقع ضروری است. طراحی یو پی اس‌ها به دو صورت ایستاده و قفسه ای است. در حالت ایستاده یا کابینت، یو پی اس به صورت عمودی روی میز یا زمین برای اتاق‌های سرور قرار می‌گیرد. در حالت قفسه ای نیز یو پی اس‌ها به صورت قفسه ای با امکان چرخش ۹۰ درجه در کنار تجهیزات الکترونیکی قرار می‌گیرند تا از خاموشی ناگهانی سیستم‌ها جلوگیری کنند.

## اجزای داخلی یوپی اس
1. اینورتر: بیشتر مصرف‌کننده‌ها از جریان برق شهر تغذیه می‌کنند. هنگام قطع شبکه برق، توان الکتریکی ذخیره شده در باتری باید به جریان متناوب تبدیل شده و به مصرف برسد این کار در یو پی اس با عهده قسمتی به نام اینورتر گذاشته شده است.
2. باتری و شارژر باتری: بعد از استفاده از توان الکتریکی باتری هنگام قطع برق، ذخیره باتری نیاز به شارژ مجدد دارد. شارژ مجدد باتری توسط مدار شارژ یو پی اس هنگام وصل مجدد شبکه برق انجام می‌شود. باتری یو پی اس از نوع سیلد اسید و نیکل کادمیوم است.

## گونه‌ها

### یوپی‌اس‌ها را از نظر عملکرد داخلی غالباً در سه دسته تقسیم‌بندی می‌کنند
1. با عملکرد کشیک انفعالی∗ یا آفلاین
2. با تبدیل دوطرفه∗ دابل کانورژن ∗ یا آنلاین
3. در تعامل با خط ∗ لاین اینتراکتیو

#### آماده به کار یا آفلاین
یوپی‌اس‌های آفلاین یا آماده به کار، با زمان حفاظت ۲۰ دقیقه که گسترش ظرفیت آن معمولاً امکان‌پذیر نیست.
این نوع یوپی‌اس‌ها در حالت عادی از برق شهر استفاده می‌کنند اما به محض قطع برق، یوپی‌اس وارد مدار شده و برق باتری را به برق مورد نیاز مصرف‌کننده‌ها تبدیل می‌کند.
یوپی‌اس‌های آماده به کار، تنها ویژگی‌های پایه‌ای را ارائه می‌دهد؛ مثل حفاظت کردن از مصرف‌کننده در برابر ولتاژهای بسیار زیاد ناخواستهٔ ورودی و شارژ باتری‌ها. یوپی‌اس‌های آماده به کار با تغییر جهت عبور جریان در خطِ مسیر باتری، جریان دی‌سی را از حالت عادی شارژ به حالت تهیه ولتاژ ای‌سی مورد نیاز تغییر وضعیت می‌دهند. در یوپی‌اس آماده به کار «خارج از خط» سیستم بار به‌طور مستقیم توسط برق ورودی پشتیبانی می‌شود و مدارات قدرت تنها با استناد به ابزار قدرت تغذیه می‌شوند. بیشترین یوپی‌اس‌های زیر ۱ کیلوولت آمپر از انواع خط‌های تعاملی یا آماده به کار هستند و تا ۳ کیلو ولت‌آمپر تولید می‌شوند که معمولاً ارزان قیمت ترند.
UPS آفلاین (Offline UPS) برای سیستم‌های دوربین مداربسته کوچک و تا حدی ساده مناسب است. در حالت عادی، برق به صورت مستقیم از شبکه به دوربین‌ها تأمین می‌شود و UPS در حالت انتظار است. در صورت بروز قطعی برق، UPS به طور خودکار و بی‌درنگ برق را از باتری خود تأمین می‌کند. این نوع UPS ارزانترین و پرکاربردترین گزینه برای دوربین‌های مداربسته است.
این نوع از یوپی‌اس‌ها تنها به هنگام قطع برق و به عنوان منابع جایگزین فعال می‌شوند به همین علت به آن‌ها یوپی‌اس با عملکرد کشیک انفعالی نیز می‌گویند.

#### برخط یا آنلاین

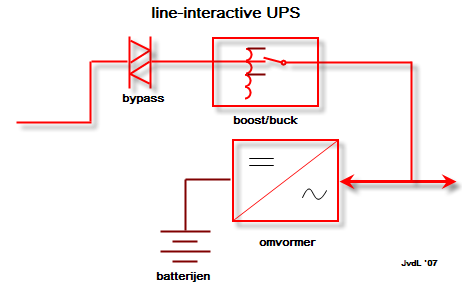
یوپی‌اس لاین-اینتراکتیو

این مدل یو پی اس نسخه کامل شده مدل آفلاین است که علاوه بر زمان قطع برق در صورت نوسان برق هم انرژی الکتریکی مورد نیاز مصرف‌کننده را از راه باتری‌ها تأمین خواهد کرد.
نحوه کار یو پی اس آنلاین اینگونه می‌باشد که برق شهری ورودی به یو پی اس ابتدا وارد رکتیفایر می‌شود و تبدیل به ولتاژ تقریباً ۷۵۰ ولت از نوع جریان مسقیم می‌گردد و در خروجی با استفاده از اینورتر تبدیل به جریان متاوب می‌شود بنابرین خرجی کاملاً بی وقفه و عاری از نوسان به مصرف‌کننده می‌رساند.

#### در تعامل با خط یا لاین اینتراکتیو
یوپی‌اس‌های لاین‌اینتراکتیو در شرایط عادی می‌توانند ولتاژ خروجی را به وسیلهٔ یک ترانسفورماتور تثبیت کنند. در شرایط طبیعی، تأمین خروجی در این نوع یوپی‌اس‌ها پس از تصحیح ورودی (پاک‌سازی ورودی از انواع نویز و احیاناً تصحیح سطح ولتاژ ورودی) انجام می‌پذیرد. تنها در مواقعی چون بروز نقص فنی، سرریز بار یا افزایش بیش از حد دمای یوپی‌اس به حالت بای‌پس∗ خواهد رفت.
این نوع یوپی‌اس‌ها کیفیت و حساسیت بسیار بالایی دارند و برای دستگاه‌های بسیار حساس آزمایشگاهی، نظامی و… به کار می‌روند.
بازده این یوپی اس‌ها نسبت به سایر انواع یو پی اس به صورت قابل ملاحظه‌ای کمتر و مصرف داخلی آن‌ها بسته به انواع ان بین پنج تا ده برابر سایر مدلهاست. این مدل یو پی اس‌ها علاوه بر مصرف برق قابل توجه، به دلیل تولید حرارت داخلی چند برابری که باعث کاهش عمر خازن‌های الکترولیت و نیز فن‌های دستگاه به دلیل کارکرد عمدتاً مداوم آن‌ها می‌شود، معمولاً نسبت به مدل‌های دیگر از عمر کوتاه تری برخوردارند.

### انواع یوپی‌اس‌ها از نظر نوع تبدیل ولتاژ به دو دسته اصلی تقسیم می‌شوند
1. یو پی اس‌های مستقل از ولتاژ و فرکانس(VFI)
2. یو پی اس‌های مستقل از ولتاژ(VI)

#### یو پی اس‌های مستقل از ولتاژ و فرکانس (VFI)
این یو پی اس‌ها به دلیل تبدیل ولتاژ ورودی AC به DC جهت شارژ باتری و تبدیل DC به AC، به نام double-conversion یا مبدل دوبل شناخته می‌شوند. در زمان قطع برق، باتری توسط اینورتر برق مورد نیاز را تأمین می‌کند. پس از وصل مجدد برق نرمال یا برق اضطراری، تغذیهٔ اینورتر از طریق یکسوساز انجام می‌پذیرد و به‌طور همزمان باتری نیز شارژ می‌شود. اینورتر به صورت تمام وقت در مدار است. برق ورودی کاملاً از برق خروجی ایزوله شده است و مدار bypass فقط در زمان تعمیر و نگهداری یا خطا در مدارات الکترونیکی مورد استفاده قرار می‌گیرد. با وجود اینکه عموماً فرکانس خروجی برابر با فرکانس ورودی است لیکن این امر ضروری نیست و امکان تغییر فرکانس در خروجی نسبت به ورودی وجود دارد، بنابراین این یوپی‌اس‌ها مستقل از ولتاژ هستند.

#### یو پی اس‌های مستقل از ولتاژ (VI)
یو پی‌اس‌های VI یا true line interactive دارای ولتاژ خروجی کنترل شده هستند، لیکن فرکانس خروجی دقیقاً مطابق فرکانس ورودی است. به همین دلیل به نام double-conversion یا مبدل دوبل شناخته می‌شوند. در کشورهای توسعه یافته فرکانس مسئله ای نیست که نگران آن باشید. برق ورودی مستقیماً به بار متصل می‌شود و در عین حال یکسوساز باتری‌ها را شارژ می‌کند.
در مواردی که تهیه یو پی اس با توجه به قیمت بالای آن امکان‌پذیر نیست می‌توان از استابلایزر استفاده کرد استابلایزر ولتاژ، ولتاژ را ثابت نگه می‌دارد و دستگاه‌ها را در برابر نوسان ولتاژ و ولتاژ ضعیف ایمن نگه می‌دارد.

## دلایل استفاده از یو پی اس
از جمله دلایل مهم استفاده از یو پی اس یا uninterruptible power supply را می‌توانید در ادامه مشاهده کنید.
1. اسپای
2. خاموشی
3. ولتاژ سریع و غیرعادی برق
4. کاهش ولتاژ برق
5. اختلال در جریان برق
6. تغییر گذرا
7. تغییر فرکانس برق